# 팔중주

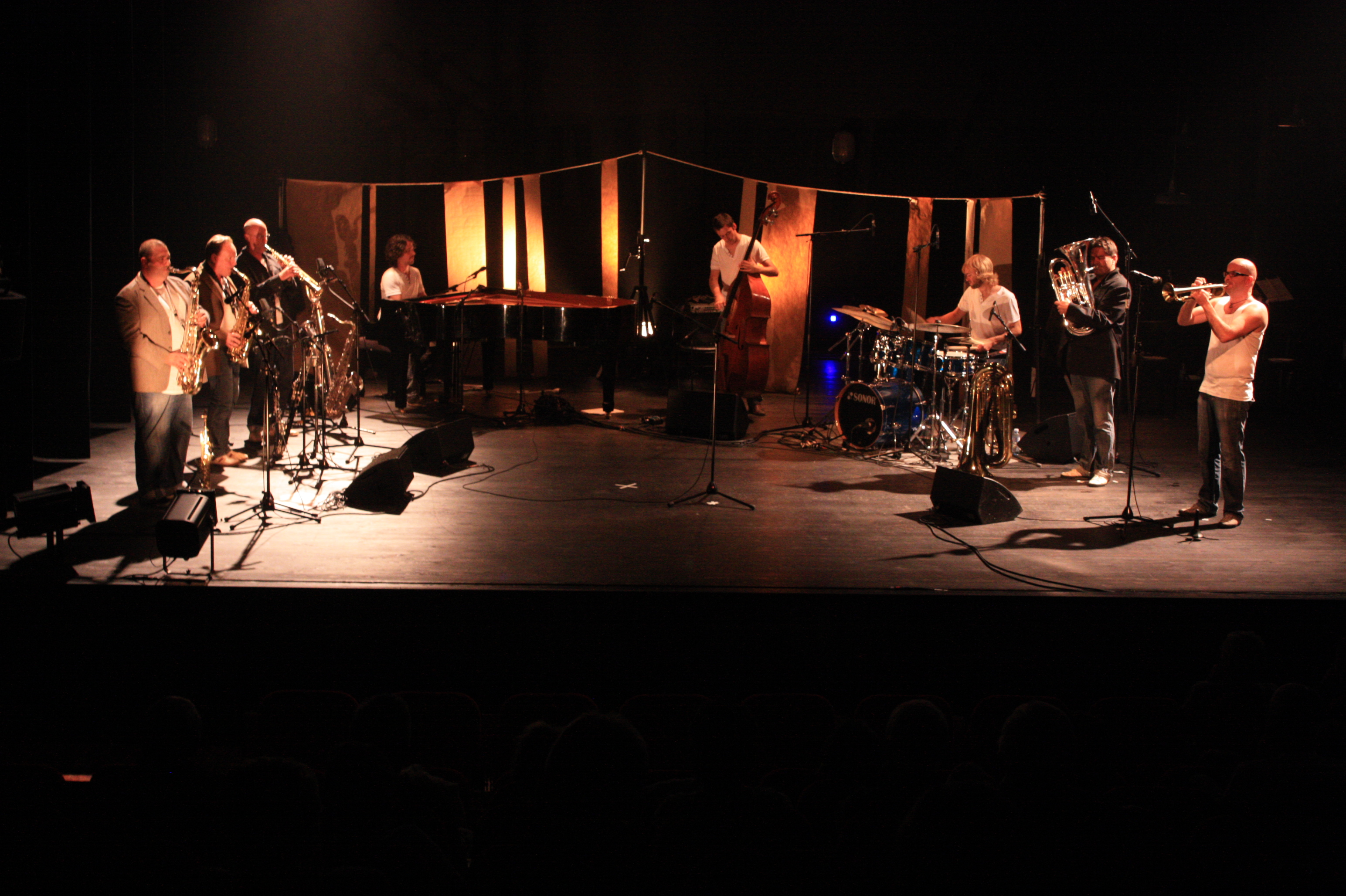
아멘 재즈 팔중주

팔중주(八重奏, octet)는 더욱 소관현악적인 중주이다. 베토벤의 8중주곡은 각 2개의 오보에·클라리넷·호른·파곳의 관악기만으로 된 것이나, 슈베르트의 것은 현악 4중주에 콘트라베이스·클라리넷·파곳·호른으로 편성되어 완전히 소관현악적이라 할 수 있다. 멘델스존의 것에는 현악 4중주를 2배로 한 현악 8중주곡이 있다. 또 슈포어는 2개의 현악 4중주단을 대립시킨 형태의 8중주곡을 썼다. 스트라빈스키의 관악 8중주곡은 플루트·클라리넷·파곳2·트럼펫2·트롬본2의 편성으로 되어 있어 다채로운 효과를 낸다.